# Stemona hutanguriana
Stemona hutanguriana là một loài thực vật có hoa trong họ Stemonaceae. Loài này được Chuakul mô tả khoa học đầu tiên năm 2000.